# 梁庄遗址
梁庄遗址，位于中国河北省保定市梁庄村，为保定市安新县的一个省级文物保护单位，类型为古遗址，公布时间为1993年7月15日。
梁庄遗址的历史年代为新石器时代。